# Patrick Lenôtre
 (mars 2012).
Si vous disposez d'ouvrages ou d'articles de référence ou si vous connaissez des sites web de qualité traitant du thème abordé ici, merci de compléter l'article en donnant les références utiles à sa vérifiabilité et en les liant à la section « Notes et références ».
Patrick Lenôtre est un pâtissier et cuisinier français, né en 1950.

## Biographie
Neveu de Gaston Lenôtre, il est commis chez son célèbre oncle puis au Moulin de Mougins, avant de devenir chef de cuisine
chez Paul Bocuse, au Pré Catelan, au Pavillon Élysée et aux Jardins Lenôtre.
À la fin des années 1980, il crée un restaurant à son nom.
Au début des années 1990, il est chef de cuisine au Golf Hôtel du Domaine de Chantilly 
et directeur technique de la chaîne de restaurants Allibird.
Durant les années 1990, il est également consultant de grandes entreprises alimentaires européennes (Générale Sucrière, Liebig, Sanofi...).
Chef sept fois étoilé, il présente en outre la particularité d'avoir officié à la Maison-Blanche pour le président George H. W. Bush.
Après avoir obtenu de nombreuses toques et distinctions dans les guides gastronomiques et séjourné aux États-Unis où il est le directeur technique du Alain & Marie LeNotre Culinary Institute à Houston dont il est le fondateur, Patrick Lenôtre était chef de cuisine au Pavillon des Princes à Paris et est actuellement à la retraite depuis 2018.

## Distinctions
Il est chevalier de l'Ordre des Arts et des Lettres et chevalier du Mérite agricole.